# Alexandria Karlsen
Alexandria ("Lexie") Karlsen (Mesa, Arizona, 1978. október 26. –) amerikai modell, színésznő és író.

## Életrajza
Mivel újságírói és pénzügyi múltja volt, néhányan az „okos aktmodell”-nek nevezték el. Elsőként 1997-ben állt modellt a Perfect 10 magazinnak, 1999 márciusában már a Playboy Playmate-je volt. A fotóit Arny Freytag és Stephen Wayda készítették. Lexie több Playboy videóban és különkiadásban is szerepelt. Még három éven keresztül dolgozott a Playboynál. 2001-ben elindította saját rovatát a Perfect 10 lapban.
2006 júliusában ő volt a rivális Penthouse magazin Pet of the Month-ja. Ezzel ő lett a harmadik olyan modell, akit a Playboy Playmate-nek, a Penthouse pedig Pet-nek választott, Linn Thomast és Victoria Zdrok-ot követve.

## MegjelenésekPlayboykülönkiadásokban
- Playboy's Playmate Review Vol. 16 August 2000 – pages 18–25.
- Playboy's Playmates in Bed October 2000 – pages 70–75.
- Playboy's Nude Playmates April 2001 – pages 68–69, 86–89.
- Playboy's Book of Lingerie Vol. 79 May 2001.
- Playboy's Blondes, Brunettes & Redheads June 2003.